# Chemin de Boudou
Pour les articles homonymes, voir Boudou.
Le chemin de Boudou (en occitan : camin de Bodon) est une voie de Toulouse, chef-lieu de la région Occitanie, dans le Midi de la France. 

## Situation et accès

### Description
Le chemin de Boudou est une voie publique. Il se trouve au nord du quartier de Grand-Selve, dans le secteur 3 - Nord. Il correspond à l'ancien chemin vicinal no 18, qui allait de la Croix-des-Izards à la route de Launaguet. Au XXe siècle, il est absorbé par une branche de la route départementale 64. En 2017, la gestion de la route départementale 64c, qui se trouve entièrement sur le territoire de Toulouse Métropole, lui a été transférée comme route métropolitaine 64c.
Le chemin de Boudou est une voie publique, long de 734 mètres. Il naît en se séparant du chemin des Izards, au niveau du carrefour qui se forme entre ces deux voies et le chemin de Rispet, et connu comme le carrefour de la Croix-des-Izards. Il marque la limite entre les communes de Launaguet, à l'ouest, et de Toulouse, à l'est. Son parcours, orienté au nord-est, est d'une largeur irrégulière, entre 6 et 10 mètres.
La chaussée compte une voie de circulation automobile dans chaque sens, sans aménagement cyclable.

### Voies rencontrées
Le chemin de Boudou rencontre les voies suivantes, dans l'ordre des numéros croissants (« g » indique que la rue se situe à gauche, « d » à droite) :
1. Chemin des Izards (g)
2. Rue Fabian (d)
3. Rue du Finistère (d)
4. Rue de la Violette - Launaguet (g)
5. Rue des Sables (d)
6. Chemin de Boudou - Launaguet

### Transports
Le chemin de Boudou est parcouru et desservi dans sa dernière partie, entre la rue des Sables et la limite communale de Launaguet, par la ligne de bus 26, qui permet de rejoindre la station Borderouge, sur la ligne de métro . Il se trouve également proche du chemin des Izards, parcouru par la ligne de bus 41, et de la route de Launaguet, parcourue par la ligne de bus 60.
Il n'existe pas de stations de vélos en libre-service VélôToulouse à proximité.

## Odonymie
Le chemin de Boudou tient son nom d'une métairie, à Launaguet, qui était déjà désignée sous ce nom au milieu du XVIIIe siècle (actuel no 21 chemin de la Palanque). Il ne se rencontre cependant que depuis 1890 : aux XVIIe et XVIIIe siècles, c'était le chemin de la Grave. Cette appellation lui venait de la nature du sol du terroir de Lalande, composé de sable et de gravier (« grave », grava en occitan). D'ailleurs, vers 1900, une rue voisine prit le nom de rue des Sables pour la même raison. Au XIXe siècle, le chemin fut connu comme le chemin Dortis : une ferme de ce nom se trouvait au XIXe siècle sur le terroir des Sablettes, à Launaguet (emplacement de l'actuel no 31 allée des Sablettes).

## Patrimoine et lieux d'intérêt
- no  18 : ferme maraîchère. 
La ferme maraîchère, construite dans la deuxième moitié du XIXe siècle, se trouve à l'angle de la rue Fabian, tracée seulement vers 1924 cependant. Elle se compose de plusieurs corps de bâtiment. Le corps de logis est bâti en brique, perpendiculairement au chemin de Boudou. La façade principale, orientée au sud, se développe sur sept travées et s'élève sur deux niveaux, séparés par un cordon : un rez-de-chaussée et un étage de comble, aéré par des ouvertures en losanges et deux fenêtres carrées fermées par des volets. L'élévation est surmontée d'une corniche moulurée[7].

- no  34 : ferme maraîchère (deuxième moitié du XIXe siècle)[8].
- no  40 : ferme maraîchère (1911)[9].
- no  46 : ferme maraîchère (deuxième moitié du XIXe siècle)[10].
- no  62 : ferme maraîchère (deuxième moitié du XIXe siècle).